# Krzysztof Wilangowski
Krzysztof Wilangowski (ur. 14 lipca w 1969 w Toruniu) – polski koszykarz, grający na pozycji środkowego, reprezentant Polski, po zakończeniu kariery zawodniczej trener koszykarski.
W styczniu 1999 został zwolniony przez Śląsk Wrocław.
W grudniu 2001 dołączył do tureckiego Galatasaray.
W listopadzie 2003 rozwiązał umowę z estońskim Tallin Ulikoolid - A.Le Coq.
12 stycznia 2004 został zawodnikiem Ostromecko/Astorii Bydgoszcz.
8 sierpnia 2017 został trenerem Stomilu Olsztyn.

## Osiągnięcia
Na podstawie, o ile nie zaznaczono inaczej.
Drużynowe
- Wicemistrz Polski (1990, 1997)
- Brązowy medalista mistrzostw:
  - Polski (1999)
  - Litwy (2003)
- Zdobywca pucharu Estonii (2004)
- Finalista pucharu Polski (1996)
- Awans do najwyższej klasy rozgrywkowej z AZS-em Elaną Toruń (1995)

Indywidualne
- Uczestnik meczu gwiazd:
  - PLK (2000)
  - Polska vs gwiazdy PLK (1997, 1999)

Reprezentacja
- Mistrz świata w maxikoszykówce (2009 – kategoria +40)[5]
- Uczestnik kwalifikacji do mistrzostw Europy (1999, 2001)